# Sinularia microclavata
Sinularia microclavata is een zachte koraalsoort uit de familie Alcyoniidae. De koraalsoort komt uit het geslacht Sinularia. Sinularia microclavata werd in 1970 voor het eerst wetenschappelijk beschreven door Tixier-Durivault. 